# القبيبة (الرملة)
القبيبة - قضاء الرملة هي قرية عربية فلسطينية تقع على مسيرة 6 كم غرب الرملة، تبعد عن يافا 25كم. تسمى أيضاً قبيبة شاهين تميزاً لها عن قبيبة القدس وقبيبة الخليل. تقع في ظاهر قرية زرنوقة. القرية مبنية على مرتفع رسوبي في السهل الساحلي الأوسط وأراضيها سهلية منبسطة وترتفع نحو 30م عن سطح البحر.

## أراضي القرية
مساحة أراضي القبيبة 10737 دونماً وأراضيها خصبة ومن محاصيلها الحمضيات التي كانت بمساحة 5828 دونماً. توافرت فيها المياه الجوفية والمياه الجارية في نهر روبين (وادي الصرار / قُطرة).

## سكان القرية
كان في القبيبة في عام 1931 نحو 799 نسمة يقيمون في قرابة 160 بيتاً. وقد زاد عدد السكان العرب إلى 1720 نسمة عام 1945.

## القرية قبل الاحتلال
اشتملت على سوق صغيرة ومسجد ومدرسة ابتدائية للبننين تأسست عام 1929 وبلغ عدد تلاميذها في العام 1946 ما يقارب 345 تلميذاً.

## تهجير السكان
أخليت من سكانها أثناء الحرب العربية - الإسرائيلي في مايو 27، 1948، بعمليات نفذها لواء غيفعاتي كجزء من المرحلة الثانية للمجموعات من تنفيذ عملية باراك. دمر القبيبة معظمها باستثناء عدد قليل من المنازل.

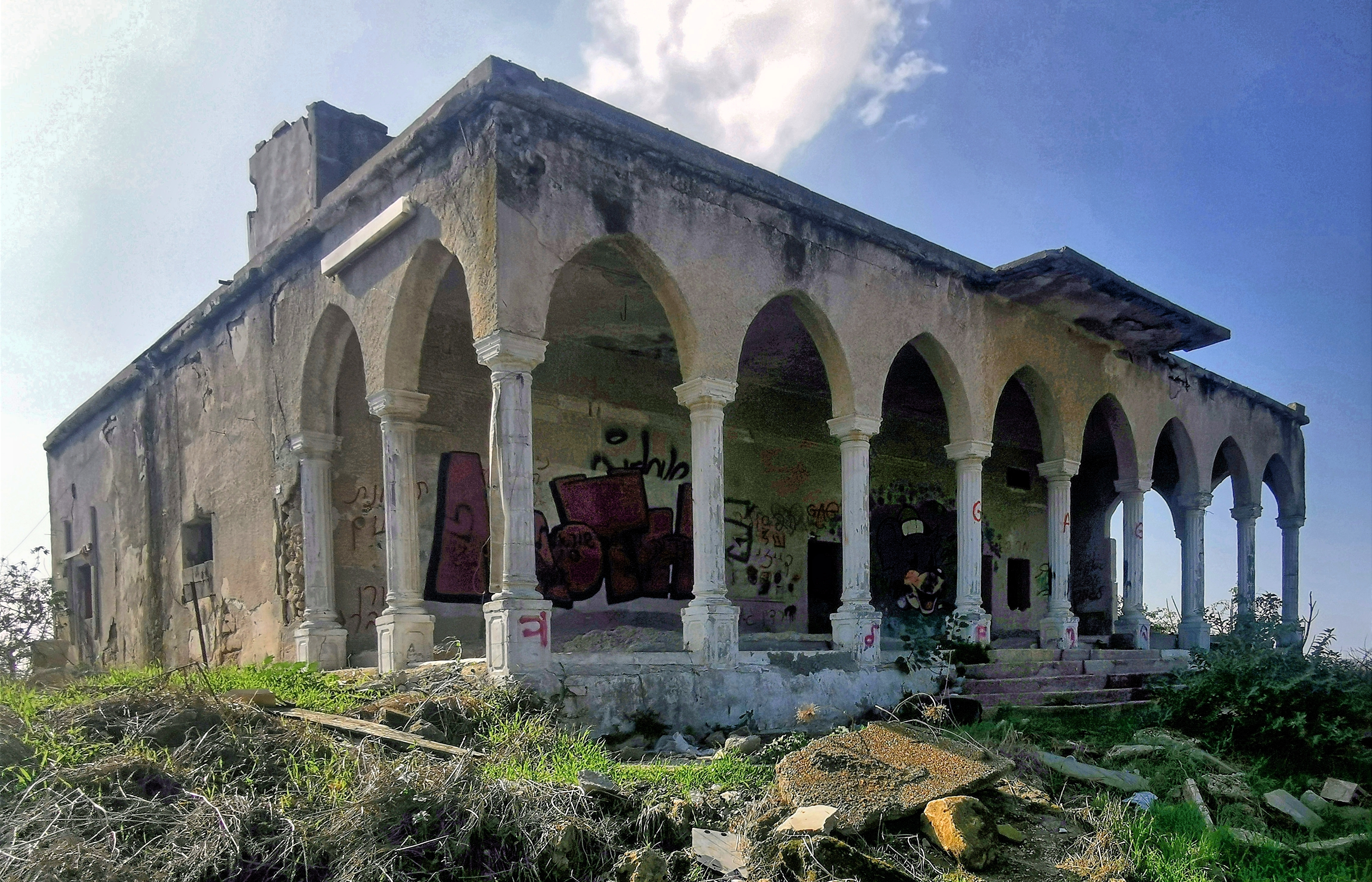
بقايا منزل بني في القبيبة قبل عام 1948

## القرية اليوم

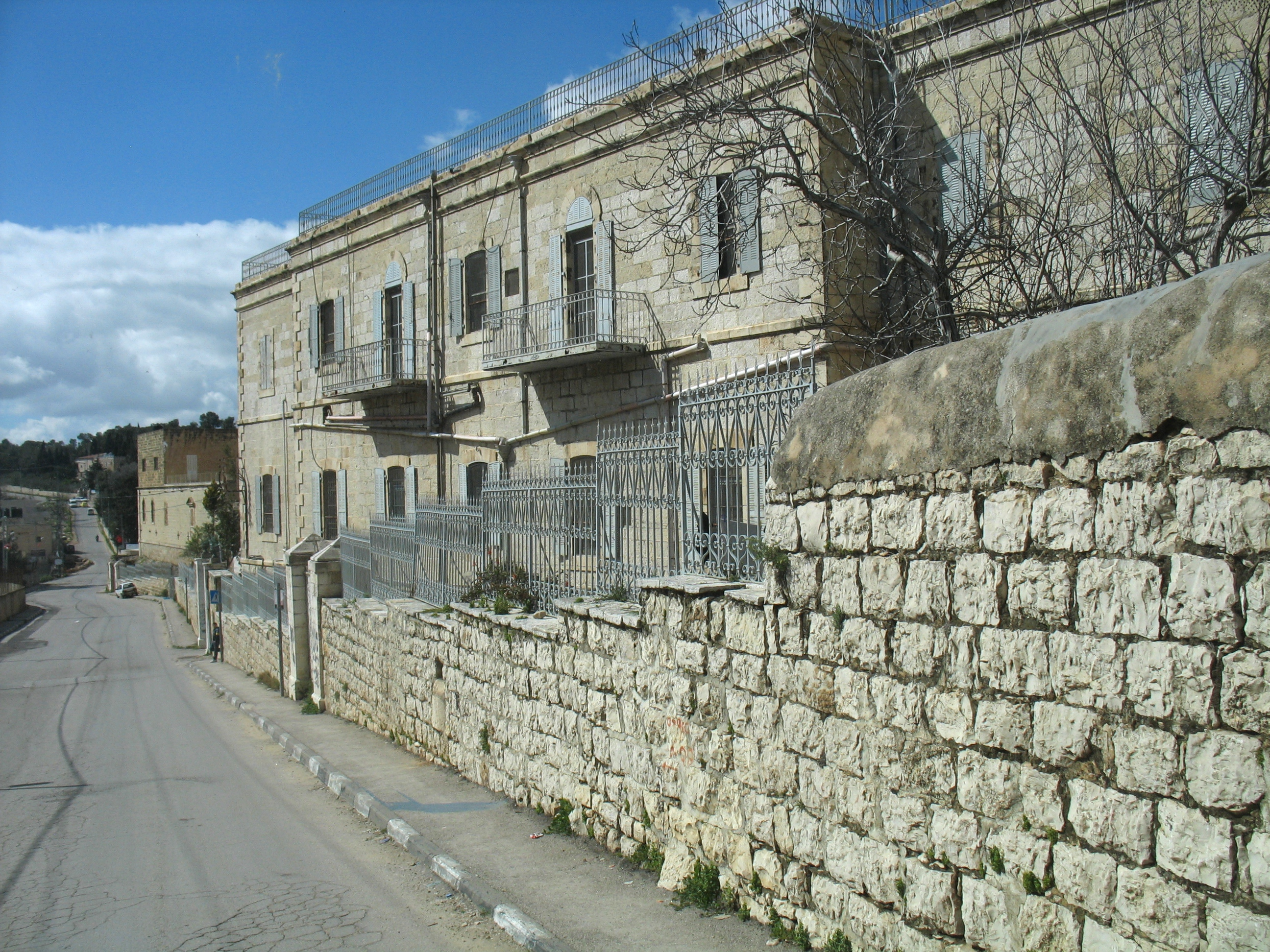
المباني الفرنسيسكانية في القبيبة

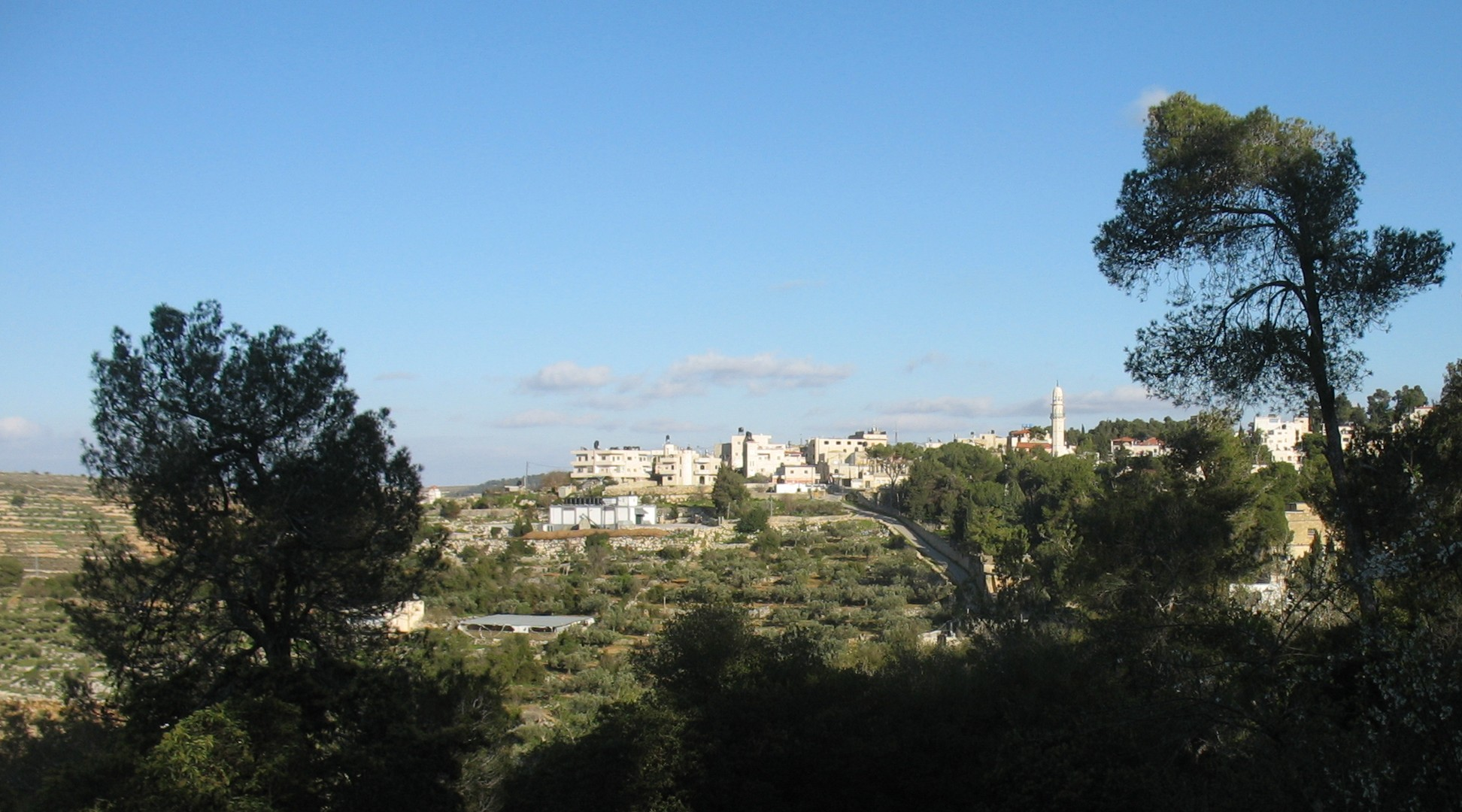
منظر من القبيبة

بعد التهجير عام 1948 اقيمت على أنقاضها مستعمرة كفار هناجيد أو كفار عبيد כפר הנגיד، كما انه يستعمل ما كان حوضا للماء مكبا للنفايات وما زال أحد المنازل قائماً كما انه لا يزال قسم من المدرسة. وثمة سياج من الصبّار وشجر الجميز وبضع شجرات نخيل في الطرف الجنوبي من الموقع.